# Modaliteit (kerkelijk)
Een modaliteit, ook wel stroming, is een geloofsrichting binnen de Protestantse Kerk in Nederland (PKN). De meeste van die richtingen hebben zich op de een of andere manier georganiseerd.
Over het algemeen worden de volgende vijf modaliteiten onderscheiden:
- Confessioneel, georganiseerd in de Confessionele Beweging.
- Gereformeerde Bond, georganiseerd in de gelijknamige bond.
- Vrijzinnig, georganiseerd in de Vereniging van Vrijzinnige Protestanten.
- Midden-orthodox, niet georganiseerd in een eigen organisatie. De groep predikanten Op Goed Gerucht kan tot deze stroming gerekend worden.[1]
- Evangelisch, georganiseerd in het Evangelisch Werkverband.

De Confessionele Beweging en de Gereformeerde Bond hechten veel waarde aan de belijdenisgeschriften en zijn daarmee te rekenen tot de orthodox-gereformeerden. De Gereformeerde Bond bevat tevens een grote bevindelijk gereformeerde stroming. Zowel orthodox-gereformeerden als bevindelijk gereformeerden zijn te rekenen tot het orthodox-protestantisme. Het Evangelisch Werkverband vertegenwoordigd een derde orthodox-protestantse stroming, namelijk het evangelisch christendom. Het evangelisch christendom legt een sterke nadruk op het verlossingswerk van Jezus Christus en het belang van evangelisatie.
De Vereniging van Vrijzinnige Protestanten staat juist voor een vrijzinnig protestantisme, dat weinig dogma's heeft en waarin veel ruimte is voor eigen opvattingen over het geloof. De midden-orthodoxie neemt een gematigde positie tussen het vrijzinnig en orthodox-protestantisme in. Deze modaliteit wordt ook wel 'het midden van de kerk' genoemd.

## Geschiedenis
De meeste modaliteiten zijn ontstaan binnen de Nederlandse Hervormde Kerk (NHK). De Confessionele Vereniging werd opgericht in 1866 en de Gereformeerde Bond in 1906. De vrijzinnigen verenigden zich in 1904 als de Vereniging van Vrijzinnig Hervormden. Met het ontstaan van de PKN in 2004 heeft deze organisatie haar naam veranderd in Vereniging van Vrijzinnig Protestanten.
De term 'midden-orthodoxie' werd geïntroduceerd door Hendrikus Berkhof in het boek Crisis der Middenorthodoxie uit 1951. Het werd een verzamelbegrip voor de leden van de Nederlandse Hervormde Kerk die zich niet aan een bepaalde richting wilde binden.
Binnen de Gereformeerde Kerken in Nederland (GKN) werd in de jaren 70 het Confessioneel Gereformeerd Beraad opgericht. Na het ontstaan van de PKN hebben de hervormde en gereformeerde confessionele organisaties nog een tijd naast elkaar bestaan, tot zij in 2020 samengingen in de Confessionele Beweging.
Het Evangelisch Werkverband ontstond midden jaren negentig uit een vereniging van hervormde en gereformeerde predikanten met een evangelische oriëntatie.
De Nederlandse Hervormde Kerk kende ook de strikt-bevindelijke stroming Het Gekrookte Riet, opgericht in 1981. Deze stroming is na het ontstaan van de PKN opgegaan in de Hersteld Hervormde Kerk.